# Eugène Flotard
Pierre-Eugène Flotard, né le 22 mars 1821 à Saint-Étienne et décédé le 10 janvier 1910  à Lyon, est un homme politique français.

## Biographie
Il étudia le droit à Paris, se fit recevoir docteur en 1845, et, après quelques années de stage comme avocat, entra dans la magistrature au lendemain de la Révolution française de 1848, en qualité d'attaché au parquet de Saint-Étienne. Il donna sa démission lors du coup d'État de 1851 et s'occupa, sous l'Empire, de questions économiques et commerciales. 
Administrateur de la succursale de la Banque de France de Saint-Étienne (1852) et de la caisse d'épargne, conseiller municipal de Saint-Étienne, il alla, en 1855, se fixer à Lyon, où il se fit bientôt une situation analogue. Il collabora au Progrès de Lyon, au Temps de Paris, à L'Avenir national, et s'attacha, surtout, à vulgariser, dans ces différentes feuilles, l'idée de la coopération. 
Républicain modéré, il remplit gratuitement, après la chute de l'empire, auprès de Challemel-Lacour, Préfet du Rhône, les fonctions de conseiller de préfecture, chargé de la correspondance politique. Mais son opposition aux revendications du parti démocratique radical le rendit bientôt impopulaire : Flotard dut se retirer. 
Élu, le 8 février 1871, représentant du Rhône à l'Assemblée nationale, il alla siéger à la gauche modérée, et vota avec la fraction la plus conservatrice du parti républicain. Au mois d'avril 1873, il défendit, dans une lettre que publia Le Temps, la candidature de Rémusat contre celle de Barodet. Après s'être prononcé, le 24 mai, contre la démission de Thiers, dont il n'avait cessé d'appuyer la politique, il s'associa à la plupart des votes de la gauche. Charge dans la législature de plusieurs rapports importants, il prit la parole sur les questions d'impôt. 
Fondateur de L'Économiste français, vice-président de la Société d'économie politique de Lyon, Flotard a publié en outre un assez grand nombre d'ouvrages.

## Publications
- La France démocratique (1850)
- Éléments de droit pénal (1853)
- Études sur la théocratie, ou De la confusion du spirituel et du temporel dans l'antiquité et dans les temps modernes (1861)
- La Religion primitive des Indo-Européens (1864)
- Le Mouvement coopératif à Lyon et dans le Midi de la France (1867)
- La Comédie moderne (1869)

## Sources
- « Eugène Flotard », dans Adolphe Robert et Gaston Cougny, Dictionnaire des parlementaires français, Edgar Bourloton, 1889-1891 [détail de l’édition]